# Cananea (città)
Cananea è una delle più importanti città minerarie del Messico. Sorge a 40 chilometri dal confine con l'Arizona, nello stato di Sonora.
Gli importanti giacimenti di oro e argento, vennero scoperti da missionari gesuiti alla fine del diciassettesimo secolo. Nel 1899 vi venne fondata la compagnia Cananea Consolidated Copper Company che nel 1906 fu coinvolta in un duro scontro con 5360 lavoratori messicani, che guadagnavano 3.5 pesos al giorno contro i 5 pagati ai 2200 lavoratori americani. Durante gli sconti vennero uccise 23 persone. I proprietari della miniera soffocarono la sommossa facendo intervenire i rangers, del vicino stato dell'Arizona. Questo evento fu un precursore della rivoluzione messicana del 1910.

## Giacimento minerario
Le prime notizie di sfruttamento minerario nella regione risalgono al 1765 quando venne fondata la Royal Mine ma l'ostilità dei nativi Apache rese difficile operare nella regione. Nel 1820, Joe Smith Arizpe riapre un'attività mineraria ma incontrò gli stessi problemi con i nativi. Nel 1865 con la costruzione da parte dello stato di Sonora del Forte Apaches San Pedro fornito di una grande guarnigione militare, le attività minerarie decollarono. Dopo varie vicissitudini nel 1899 si aprirono le miniere di "Juárez", "Que Esperanzas", "La Quintera", "Elenita" e "Alfredeña". L'apertura di queste miniere con l'utilizzo di nuove tecnologie e macchinari fece di Cananea una delle più importanti miniere del mondo di allora. Negli anni quaranta dello scorso secolo si iniziò a sfruttare i giacimenti a cielo aperto con la Colorada Tago. Nel 1964 vennero chiuse le ultime miniere sotterranee. Nel 1989 la società miniere di Cananea fallisce. Nel novanta con asta fallimentare diventa proprietaria dei giacimenti la Mexicana de Cananea SA che ancora oggi sfrutta i giacimenti, con miniere a cielo aperto.

## Oggi

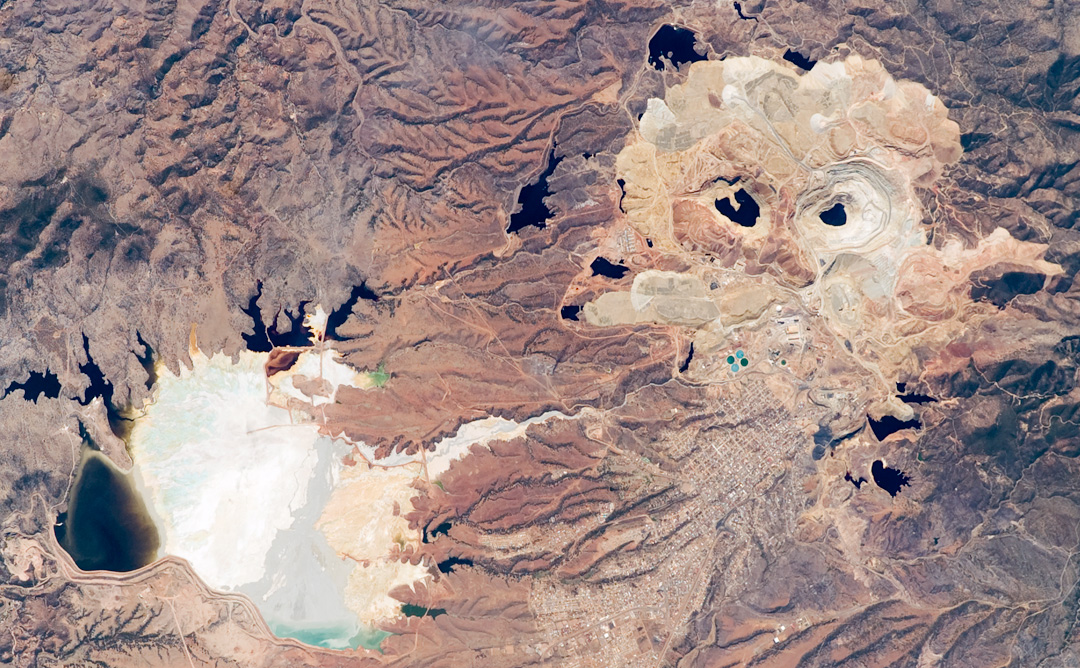
La miniera a cielo aperto in alto a destra, sotto il reticolo della città di Cananea, in basso a sinistra il bacino di decantazione.

La miniera a cielo aperto di Cananea è una delle più grandi miniere di rame del mondo, essa ha prodotto del 2006 164000 tonnellate di rame. Il rame e l'oro vengono estratti da rocce di porfido formatosi durante la risalita di magma da strati profondi. Durante questa risalita il raffreddamento che ne segue permette la cristallizzazione del magma in granito. Le fratture che fanno seguito a questa cristallizzazione permisero la circolazione di fluidi caldi. Questa alterazione idrotermale è la causa della deposizione di minerali come il rame e l'oro nella roccia primaria. La miniera a cielo aperto viene scavata con una serie concentrica di anelli che scendono nel sottosuolo e permettono l'asportazione di enormi masse di roccia. Sul fondo della miniera si trova un lago. L'acqua del lago viene pompata e portata in un bacino di decantazione, dove attraverso l'evaporazione si concentra il minerale che poi viene asportato per la successiva lavorazione.